# میمون ذهن
میمون ذهن یا ذهن میمونی (به فارسی افغانستان: شادی ذهن یا ذهن شادی) (به زبان چینی xinyuan یا به زبان چینی-ژاپنی shin'en 心猿) اصطلاحی بودایی است به معنی «نگران، بی‌قرار، بلهوس، دمدمی، خیالباف، متلوّن، گیج، مردد، سرکش». این استعارهٔ روان‌شناختی، بجز در نوشته‌های بودایی چون یوگوچارا، شینگون، و ذن، در نوشته‌های تائوئیسم و نئو کنفوسیانیسم و نیز در شعر، ادبیات و نمایش‌نامه‌ها بکار رفته‌است.